# ساموئل تومانیان
ساموئل سارگسی تومانیان (ارمنی: Սամվել Սարգսի Թումանյան؛ زادهٔ ۲۵ فوریهٔ ۱۹۴۹) یک سیاستمدار اهل ارمنستان است که از تاریخ ۱۹۹۹ تا تاریخ ۲۰۰۷ سمت نمایندگی دوره دوم مجلس ملی جمهوری ارمنستان را برعهده داشت.

## زندگی‌نامه
در ۲۵ فوریه ۱۹۴۹ در ایروان به دنیا آمد و از دانشگاه ملی پلی‌تکنیک ارمنستان فارغ‌التحصیل شد. وی همچنین برنده نشان دوستی خلق شده‌است.